# Arhopala cyronthe
Arhopala cyronthe är en fjärilsart som beskrevs av William Henry Miskin 1890. Arhopala cyronthe ingår i släktet Arhopala och familjen juvelvingar. Inga underarter finns listade i Catalogue of Life.